# El Morro, Veracruz
El Morro är en ort i Mexiko.   Den ligger i kommunen Gutiérrez Zamora och delstaten Veracruz, i den sydöstra delen av landet, 240 km nordost om huvudstaden Mexico City. El Morro ligger 27 meter över havet och antalet invånare är 183.
Terrängen runt El Morro är platt. Runt El Morro är det ganska glesbefolkat, med 32 invånare per kvadratkilometer. Närmaste större samhälle är Gutiérrez Zamora, 3,8 km norr om El Morro. Omgivningarna runt El Morro är en mosaik av jordbruksmark och naturlig växtlighet.